# Casper C. Bosveld
Casper Carolus Bosveld (Arnhem, 31 maart 1941 – ?, 31 januari 2012) was een Nederlands beeldhouwer, graficus, computerkunstenaar en docent.

## Leven en werk
Casper C. Bosveld studeerde monumentale vormgeving aan de Arnhemse Academie (1958-1963). Hij maakte onder meer tekeningen en etsen en beeldhouwde in de jaren 60 en 70 keramische reliëfs en plastieken. Vanaf de jaren 70 ging hij zich richten op digitale kunst en vormgeving. Hij was in 1983 de eerste in Nederland die een subsidie van het ministerie van Welzijn, Volksgezondheid en Cultuur kreeg voor computerkunst. Een aantal van zijn computertekeningen is opgenomen in de collectie van het Rijksmuseum Amsterdam. Naast kunstenaar was hij werkzaam als docent bij het Augustinuscollege (1968-1969) en de School voor Handenarbeid (1969-1972) in de stad Groningen en aan de Academie Vredeman de Vries in Leeuwarden (1970-1980).
BKR
In 1970 scheidde een groep kunstenaars zich af van de Beroepsvereniging van Beeldende Kunstenaars (BBK), omdat de BBK zich volgens de groep te weinig bezighield met het lot van beeldende kunstenaars. Er werd een werkgroep gevormd door Bosveld, Carel Kneulman, Henk Willemse en Flip van der Brugt, die in januari 1971 de Kunstenaars Kooperasie Nederland oprichtte. Deze coöperatie verzette zich onder meer tegen de geldende Beeldende Kunstenaars Regeling (BKR). De BKR gaf kunstenaars een inkomen in ruil tegen werk, maar voorzag niet in geld bij ziekte of een 'creatie-pauze'. De coöperatie zag liever een basisinkomen voor kunstenaars. Per 1 januari 1972 werd een nieuwe BKR ingevoerd, die maar een paar verbeteringen liet zien.
De BKR werd uitgevoerd door het gemeentebestuur van de woonplaats van de kunstenaar. In de periode 1975-1976 lag Bosveld in de clinch met de gemeente Meeden (waar hij destijds woonde) en de Meedense burgemeester T. Alberts, omdat de gemeente hem niet in de BKR wilde opnemen wegens gebrek aan geld. Bosveld spande een kort geding aan tegen de gemeente, dat hij verloor omdat de gemeente zich kort voor het geding uit de BKR had teruggetrokken.

## Werken (selectie)
- 1965 keramisch wandreliëf, brandweeracademie in Arnhem
- opdracht voor het raadhuis in Bodegraven
- opdracht voor het raadhuis in Haarlemmermeer
- 1970 'Koning klant', detailhandelschool, Apeldoorn
- 1971 speelplastiek bij lagere school aan de Troelstralaan in Hoogezand
- speelplastiek bij lagere school in Eelde
- 1982 Voyage of a sound, Stepping through mathematics  en een aantal andere computertekeningen, collectie Rijksmuseum Amsterdam
- 1995 Over the edge, plaquette voor zorgcentrum Platina in Groningen